# Pseudeustetha
Pseudeustetha is een geslacht van kevers uit de familie bladkevers (Chrysomelidae).
De wetenschappelijke naam van het geslacht werd in 1899 gepubliceerd door Martin Jacoby.

## Soorten
- Pseudeustetha philippina Medvedev, 2002
- Pseudeustetha quadriplagiata (Jacoby, 1899)